# Kasetjärnet (Nössemarks socken, Dalsland)
Kasetjärnet är en sjö i Dals-Eds kommun i Dalsland och ingår i Enningdalsälven-Glommas kustområde.